# Raab (Oberösterreich)
Raab  ist eine Marktgemeinde in Oberösterreich im Bezirk Schärding  im Innviertel mit 2341 Einwohnern (Stand 1. Jänner 2024). Die Gemeinde liegt im Gerichtsbezirk Schärding.

## Geografie
Raab  liegt auf 381 m Höhe im Innviertel. Die Ausdehnung beträgt von Nord nach Süd 7,9 km, von West nach Ost 5 km. Die Gesamtfläche beträgt 22,5 km². 15,6 % der Fläche sind bewaldet, 72 % der Fläche sind landwirtschaftlich genutzt.

### Gemeindegliederung
Das Gemeindegebiet umfasst folgende 16 Ortschaften (in Klammern Einwohnerzahl Stand 1. Jänner 2024):
- Bründl (119) samt Steinbruck
- Brünning (125)
- Einburg (30)
- Gautzham (58)
- Großprambach (52) samt Lehen und Ratzenberg
- Kleinpireth (39) samt Spreitzen und Ursprung
- Krennhof (65) samt Kleinprambach und Krennhof-Siedlung
- Niederham (51) samt Billingsedt
- Oberspitzling (21) samt Weipoltsham
- Pausing (46)
- Raab (1555)
- Rackersedt (18)
- Riedlhof (64) samt Hueb, Rotes Kreuz und Wetzlbach
- Thal (16)
- Ungering (32)
- Weeg (50)

Die Gemeinde besteht aus den Katastralgemeinden Niederham, Riedlhof, Raab, Gautzham und Oberspitzling.

### Nachbargemeinden
|                  | Enzenkirchen                                |               |
| Andorf           | Kompassrose, die auf Nachbargemeinden zeigt | St. Willibald |
| Zell an der Pram |                                             | Altschwendt   |

## Geschichte
Seit Gründung des Herzogtums Bayern war der Ort bayrisch, er wird erstmals 955 urkundlich erwähnt. Die Pfarrkirche ist dem Hl. Michael geweiht und stammt aus dem 12. Jahrhundert. Der Ort selbst war Sitz einer Hofmark, dessen Besitzer seit 1150 die Edlen von Rurippe-Reurippe, dann die Herren von Waldeck, die Herren von Messenpeck, die Bischöfe von Chiemsee, die Freiherrn von Neuhaus, die Grafen von Tattenbach, die Herren von Wesen, die Herren von Aichberg und später Johann (Hans) Veit Graf von Maxlrain, das Stift Reichersberg und bis 1849 schließlich die Grafen Arco-Valley waren. Raab kam 1779 nach dem Frieden von Teschen mit dem Innviertel (damals Innbaiern) zu Österreich. Während der Napoleonischen Kriege wieder kurz königlich bayrisch, wurde der Ort am 8. Juni 1813 durch König Max Josef von Bayern zum Markt erhoben. Raab gehört seit 1814 endgültig zu Österreich ob der Enns.
Nach dem Anschluss Österreichs an das Deutsche Reich am 13. März 1938 gehörte der Ort zum Gau Oberdonau. Nach 1945 erfolgte die Wiederherstellung Oberösterreichs.
Bis Ende 2002 gehörte die Gemeinde zum Gerichtsbezirk Raab, nach dessen Auflösung wurde sie dem Gerichtsbezirk Schärding zugewiesen.

### Einwohnerentwicklung
1991 hatte die Gemeinde laut Volkszählung 2.208 Einwohner, 2001 dann 2.271 Einwohner. Von 2001 bis 2011 war die Geburtenbilanz +71 und die Wanderungsbilanz −72, sodass die Bevölkerungszahl auf 2.270 zurückging. Sie blieb bis 2018 konstant.

## Kultur und Sehenswürdigkeiten
- Kellergröppe Raab: Einmalig für Oberösterreich ist eine Kellergasse, ein Hohlweg mit 26 Erdkellern.
- Schloss Raab
- Katholische Pfarrkirche Raab hl. Michael
- Wallfahrtskirche Maria Schnee in Bründl
- Burg Einburg
- In der Rothuberhalle Raab fand jährlich das dreitägige Inntöne Jazzfestival statt.[3] Seit 2002 findet es auf Paul Zauners Bauernhof statt, sofern das Wetter zu Pfingsten eine Freiluftveranstaltung erlaubt.[4]
- Am Campingplatz Raab findet alljährlich bei jeder Witterung die große Sonnwendfeier statt. Es wird immer der 3. Freitag im Juni (Sonnenwende 21. Juni) gewählt. Neben dem Feuer und dem Bratwürstelessen treten auch Musikgruppen auf, für Kinder gibt es Spiele auf der großen Campingwiese.

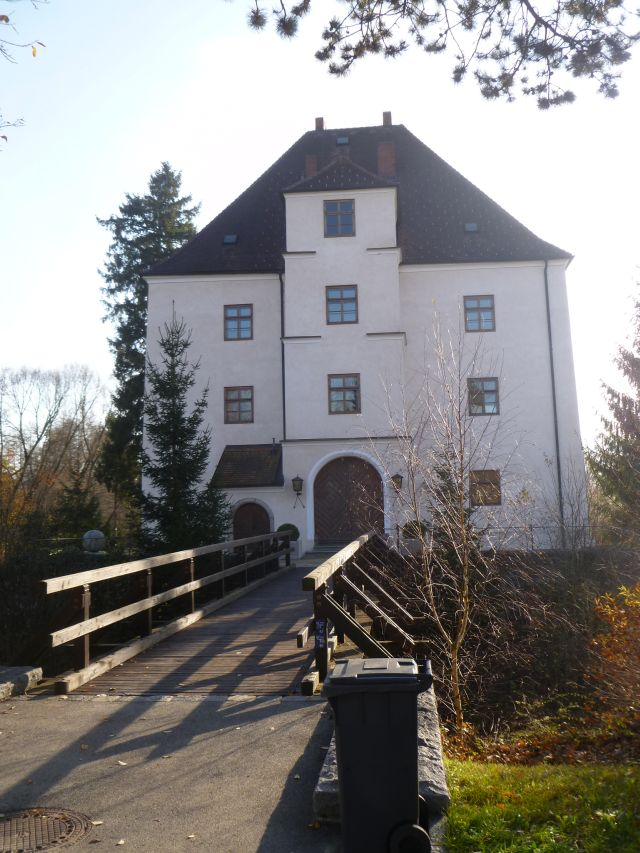
Schloss Raab
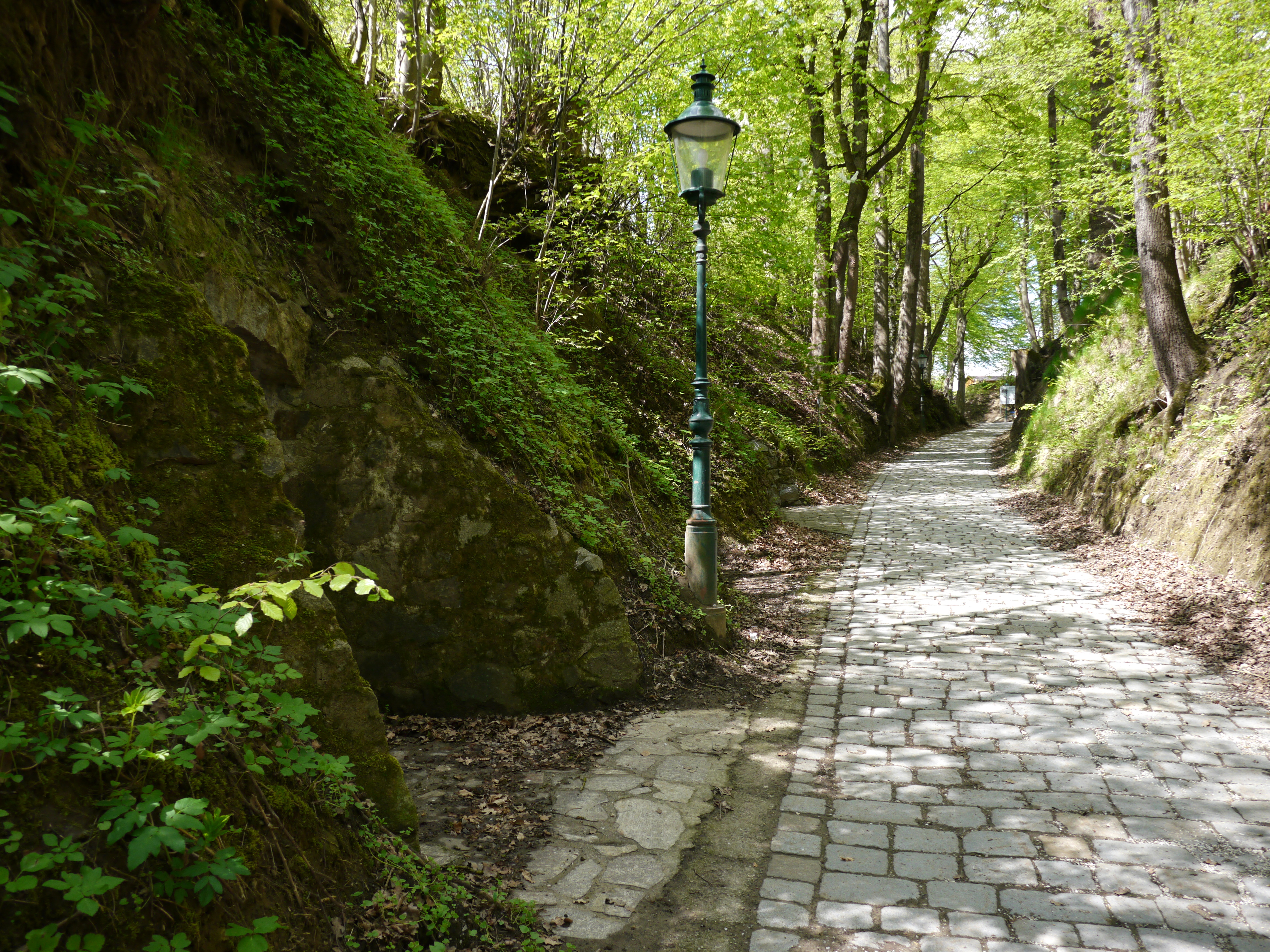
Kellergröppe Raab

## Politik

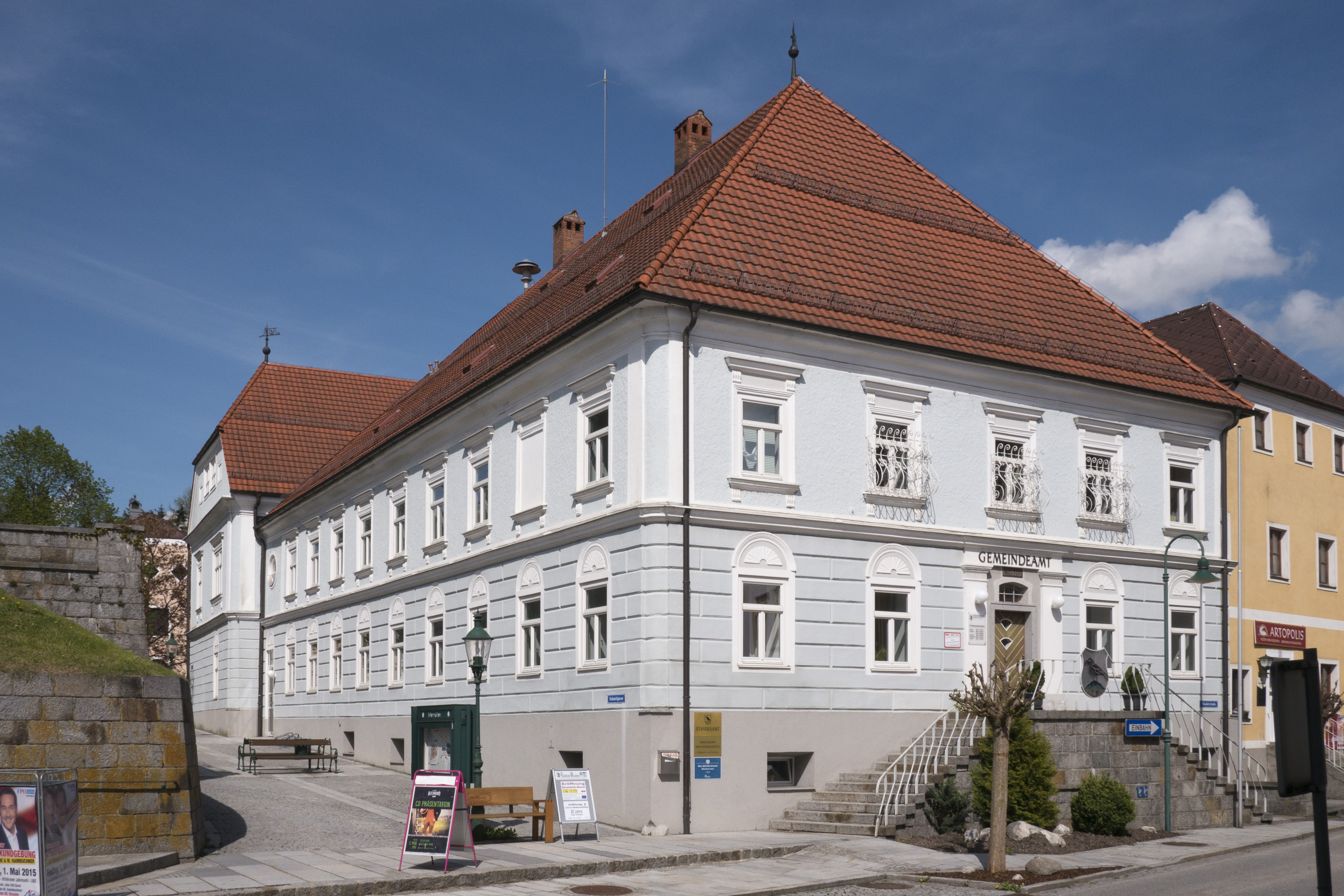
Gemeindeamt

Der Gemeinderat der Marktgemeinde hat insgesamt 19 Mitglieder. Mit den Gemeinderatswahlen 2021 ergab sich folgende Mandatsverteilung: 7 ÖVP, 5 Liste Für Raab, 5 FPÖ, 1 GRÜNE und 1 SPÖ.

### Bürgermeister
- bis 2015 Josef Traunwieser (ÖVP)
- 2015–2021 Josef Heinzl (FPÖ)
- seit 2021 Agnes Reiter (Liste Für Raab)

### Wappen
Blasonierung: In Silber auf grünem Dreiberg ein Rabe.
Das Wappen wurde Raab 1813 durch König Max Joseph von Bayern zugleich mit der Markterhebung verliehen und 1830 von Kaiser Franz I. bestätigt. Als redendes Wappen symbolisiert der Rabe in volksetymologischer Auslegung den Ortsnamen.

## Persönlichkeiten

### Söhne und Töchter
- Konrad Meindl (1844–1915), römisch-katholischer Theologe, Augustinerchorherr, Propst des Stifts Reichersberg
- Leopold Daxsperger (1896–1963), Komponist
- Ludwig Daxsperger (1900–1996), Organist und Komponist
- Franz Dobusch (* 1951), ehemaliger Linzer Bürgermeister (1988–2013)
- Alois Jungwirth (1884–1946), Landtagsabgeordneter
- Leonhard Kaiser (um 1480–1527), lutherischer Theologe und Reformator
- Hugo Lindinger (1911–1988), Schauspieler
- Fritz Gerhard Mayr (1931–2024), Architekt
- Josef Pfluger (1857–1929), Titularerzbischof, Weihbischof und Generalvikar in Wien
- Wolfgang Stöffelmayr (* 1950), Musikpädagoge, Leiter der Landesmusikschule Schärding[6]

### Personen mit Bezug zu Raab
- Josef Pfluger (1857–1929), Titularerzbischof, Weihbischof und Generalvikar in Wien
- Ernst Kaltenbrunner (1903–1946), hochrangiger österreichischer SS-Funktionär, besuchte die Volksschule in Raab und wurde 1946 in den Nürnberger Prozessen wegen Kriegsverbrechen und Verbrechen gegen die Menschlichkeit zum Tod verurteilt[7]
- Hermann Peham (1944–2018), Wirtschaftskammersekretär und Bürgermeister von Perg (1985 bis 2007)[8]
- Andreas Sagmeister (* 1966), Bildhauer und Leiter der Atelier-Galerie Kunststück in Reichersberg[9]